# Jürgen Mössmer
Jürgen Mössmer (Reutlingen, 11 juni 1989) is een Duits voormalig voetballer die doorgaans speelde als centrale verdediger. Tussen 2008 en 2017 was hij actief voor Eintracht Frankfurt II, VfR Aalen, 1. FC Nürnberg en TSG Reutlingen.

## Clubcarrière
Mössmer speelde vanaf 1994 in de jeugd van SSV Reutlingen 05. In 2007 werd hij opgenomen in de opleiding van Eintracht Frankfurt. Na een jaar ging de verdediger op negentienjarige leeftijd spelen in het belofteteam van de club, dat destijds uitkwam in de Regionalliga Süd. Na daar twee seizoenen gespeeld te hebben, liep zijn contract af en daarop vertrok Mössmer naar VfR Aalen, dat toen in de 3. Liga uitkwam. In die divisie was hij een vaste waarde, maar na de promotie naar de 2. Bundesliga in 2012 verloor de verdediger zijn basisplaats. In de zomer van 2014 werd Mössmer voor circa drieënhalve ton aangetrokken door 1. FC Nürnberg, waar hij een driejarige verbintenis ondertekende. In zijn eerste seizoen kwam de centrumverdediger tot eenentwintig competitieoptredens, maar door blessureleed aan zijn knie speelde hij het jaar erop maar één duel. In de zomer van 2016 beëindigde Mössmer zijn profcarrière. Een half jaar later tekende hij bij TSG Reutlingen. Bij deze club speelde hij een half seizoen, voor hij helemaal stopte als voetballer.

## Clubstatistieken
| Seizoen | Club                   | Competitie       | Competitie | Competitie | Beker | Beker | Internationaal | Internationaal | Totaal | Totaal |
| Seizoen | Club                   | Competitie       | Wed.       | Dlp.       | Wed.  | Dlp.  | Wed.           | Dlp.           | Wed.   | Dlp.   |
| ------- | ---------------------- | ---------------- | ---------- | ---------- | ----- | ----- | -------------- | -------------- | ------ | ------ |
| 2008/09 | Eintracht Frankfurt II | Regionalliga Süd | 29         | 0          | 0     | 0     | —              | —              | 29     | 0      |
| 2009/10 | Eintracht Frankfurt II | Regionalliga Süd | 27         | 0          | 0     | 0     | —              | —              | 27     | 0      |
| 2010/11 | VfR Aalen              | 3. Liga          | 15         | 0          | 0     | 0     | —              | —              | 15     | 0      |
| 2011/12 | VfR Aalen              | 3. Liga          | 36         | 0          | 0     | 0     | —              | —              | 36     | 0      |
| 2012/13 | VfR Aalen              | 2. Bundesliga    | 3          | 0          | 0     | 0     | —              | —              | 3      | 0      |
| 2013/14 | VfR Aalen              | 2. Bundesliga    | 13         | 0          | 2     | 0     | —              | —              | 15     | 0      |
| 2014/15 | VfR Aalen              | 2. Bundesliga    | 2          | 0          | 0     | 0     | —              | —              | 2      | 0      |
| 2014/15 | 1. FC Nürnberg         | 2. Bundesliga    | 21         | 0          | 1     | 0     | —              | —              | 22     | 0      |
| 2015/16 | 1. FC Nürnberg         | 2. Bundesliga    | 1          | 0          | 0     | 0     | —              | —              | 1      | 0      |
| Totaal  | Totaal                 | Totaal           | 147        | 0          | 3     | 0     | 0              | 0              | 150    | 0      |